# Luke Carlin
Pour les articles homonymes, voir Carlin (homonymie).
Luke Christopher Carlin (né le 20 décembre 1980 à Silver Spring, Maryland, États-Unis) est ancien un joueur canado-américain de baseballqui évoluait au poste de receveur.
Né aux États-Unis, il a grandi au Québec et a porté les couleurs de l'équipe du Canada à la Classique mondiale de baseball 2009.

## Carrière
Luke Carlin est un choix de dixième ronde des Tigers de Detroit en 2002. Libéré de son contrat, il signe par la suite comme agent libre avec les Padres de San Diego. Il fait ses débuts dans les majeures pour les Padres le 10 mai 2008 dans un match à San Diego face aux Rockies du Colorado. Carlin obtient le lendemain, 11 mai, son premier coup sûr en carrière, un double aux dépens de Manuel Corpas.
Le 10 août 2008, il réussit son premier coup de circuit dans les grandes ligues : une claque de deux points face au lanceur Matt Herges du Colorado. Carlin produit quatre points dans la victoire de 16-7 des Padres sur les Rockies.
Carlin porte le numéro 1 avec les Padres. En 36 parties avec le club en 2008, il frappe dans une moyenne au bâton de,149 avec 14 coups sûrs, un circuit, six points produits et 12 points marqués.
Devenu joueur autonome après la saison, il signe en 2009 avec les Diamondbacks de l'Arizona. Rappelé des ligues mineures, il s'aligne avec les D-Backs pour 10 parties, frappant pour,167 avec trois coups sûrs, trois points marqués et un point produit. Il passe la majorité de l'année avec le club-école AAA de l'équipe, les Aces de Reno de la Ligue de la Côte du Pacifique, où il maintient une brillante moyenne au bâton de 321 en 72 parties. Carlin arbore le dossard 38 avec les Diamondbacks.
En janvier 2010, le receveur signe avec les Pirates de Pittsburgh, participe à leur entraînement de printemps, puis se rapporte aux Indians d'Indianapolis de la Ligue internationale, qui est le club-école de niveau AAA des Pirates.
Il est échangé aux Indians de Cleveland le 10 août 2010. Il frappe deux circuits en six matchs joués pour les Indians et récolte trois points produits. Devenu agent libre après la saison, il signe un nouveau contrat avec l'équipe. Après une année 2011 jouée entièrement dans les mineures, il dispute 4 parties des Indians en 2012. En 2013, il joue avec les Bees de Salt Lake, le club-école des Angels de Los Angeles puis revient dans l'organisation des Indians pour une nouvelle année dans les mineures en 2014. Il rejoint en janvier 2015 l'organisation des Athletics d'Oakland.

## Statistiques
| Saison | Équipe    | G  | AB  | R  | H  | 2B | 3B | HR | RBI | SB | BA    |
| ------ | --------- | -- | --- | -- | -- | -- | -- | -- | --- | -- | ----- |
| 2008   | San Diego | 36 | 94  | 12 | 14 | 3  | 1  | 1  | 6   | 0  | 0,149 |
| 2009   | Arizona   | 10 | 18  | 3  | 3  | 0  | 0  | 0  | 1   | 0  | 0,167 |
| 2010   | Cleveland | 6  | 14  | 4  | 5  | 0  | 0  | 2  | 3   | 0  | 0,357 |
| Totaux | Totaux    | 52 | 126 | 19 | 22 | 3  | 1  | 3  | 10  | 0  | 0,268 |

Note : G = Matches joués ; AB = Passages au bâton; R = Points ; H = Coups sûrs ; 2B = Doubles ; 3B = Triples ; 
HR = Coup de circuit ; RBI = Points produits ; SB = Buts volés ; BA = Moyenne au bâton.